# 王良楣
王良楣（1914年—1991年7月16日），男，河北保定人，中国仪器仪表专家，自动化仪表工业奠基人。1936年毕业于清华大学电机系，获学士学位。